# Jordy Steins
Jordy Steins (9 september 2005) is een Nederlands voetballer die speelt als doelman. Hij speelt sinds het seizoen 2023/24 voor Roda JC.

## Clubcarrière
Steins speelde in de jeugdopleiding bij SV Hulsberg, Fortuna Sittard en Alemannia Aachen. In het seizoen 2022/23 sloot hij zich aan bij Jong FC Utrecht, spelend in de Keuken Kampioen Divisie. In het seizoen 2023/24 maakte hij de overstap naar Roda JC, waar hij aansloot bij het eerste elftal. Steins heeft een contract tot 30 juni 2026. In het seizoen 2025/26 draagt hij het rugnummer 23.
1 Treichel ·
2 Timmermans ·
3 Tol ·
4 Nisbet ·
5 Jansen ·
6 Paulissen ·
7 Seedorf ·
8 Müller ·
9 Van den Hurk  ·
10 Schwirten ·
11 Griffith ·
14 Breij ·
15 Beerten ·
16 Cooper-Love ·
17 Lajud ·
18 Köther ·
20 Leijten ·
21 Zich ·
22 Kruiver ·
23 Steins ·
26 El Meliani ·
28 Foss ·
33 Van den Buijs ·
34 Maiorano ·
35 Janssen ·
Coach: Van Dessel
· Assistent-coach: Dusseldorp
· Assistent-coach: Verbunt
· Keeperstrainer: Creemers